# Jordanella
Jordanella is een monotypisch geslacht van straalvinnige vissen uit de familie van de eierleggende tandkarpers (Cyprinodontidae).

## Soort
- Jordanella floridae Goode & Bean, 1879 (Floridatandkarper)